# 四川大学出版社

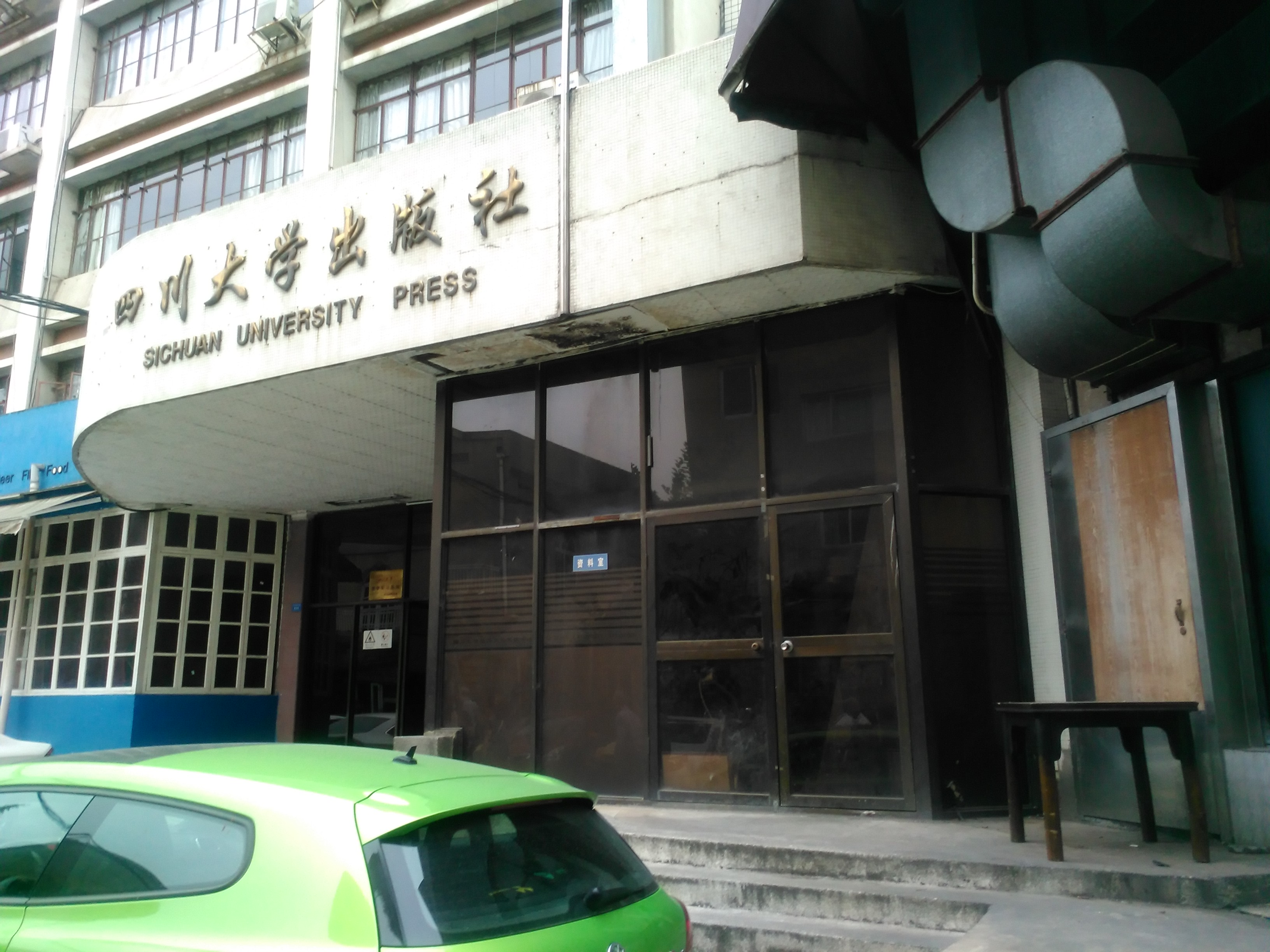
四川大学出版社

四川大学出版社是中华人民共和国的一家出版社，成立于1985年1月，社址位于四川省成都市，由中华人民共和国教育部主管、四川大学主办。